# Martin Vantruba
Martin Vantruba (sinh 7 tháng 2 năm 1998) là một cầu thủ bóng đá Slovakia thi đấu cho Spartak Trnava ở vị trí thủ môn.

## Sự nghiệp câu lạc bộ
Vantruba được đưa lên đội một của Spartak Trnava vào mùa hè 2016. Anh ra mắt cho Trnava ngày 28 tháng 7 năm 2017 trước Podbrezová.
Vào tháng 1 năm 2018, anh ký bản hợp đồng 4,5 năm với Slavia Praha, nhưng bị mượn trở lại đến Spartak Trnava cho phần còn lại của mùa giải.